# Cluley

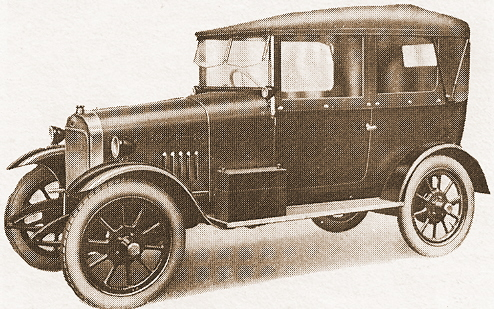
Cluley 10/20 hp (1924)

Die Clark Cluley & Company war ein britischer Automobilhersteller in Coventry (Warwickshire). 1921–1928 wurden dort Mittelklasse-Automobile hergestellt. Die Fahrzeuge ähnelten sehr denen des in der Nachbarschaft produzierenden Herstellers Alvis.
In acht Jahren entstanden sechs verschiedene Modelle mit Vier- und Sechszylindermotoren von 1,3 l bis 2,2 l Hubraum, die 20–50 bhp (14,7–37 kW) leisteten.

## Modelle
| Modell   | Bauzeitraum | Zylinder | Hubraum  | Radstand |
| -------- | ----------- | -------- | -------- | -------- |
| 10 hp    | 1921–1924   | 4 Reihe  | 1328 cm³ | 2438 mm  |
| 11,9 hp  | 1922        | 4 Reihe  | 1645 cm³ | 2743 mm  |
| 16/40 hp | 1923        | 6 Reihe  | 2190 cm³ | 2946 mm  |
| 10/20 hp | 1925        | 4 Reihe  | 1460 cm³ | 2819 mm  |
| 14/30 hp | 1927        | 4 Reihe  | 1944 cm³ | 2819 mm  |
| 14/50 hp | 1928        | 4 Reihe  | 2120 cm³ | 2819 mm  |

## Quelle
- David Culshaw & Peter Horrobin: The Complete Catalogue of British Cars 1895–1975. Veloce Publishing plc. Dorchester (1999).  ISBN 1-874105-93-6